# Fiscalité écologique
La fiscalité écologique, aussi nommée fiscalité environnementale ou  écofiscalité, est une forme de fiscalité émergente qui vise, au moyen d'un signal-prix (et non directement par une norme ou loi contraignante), à protéger l'environnement et les ressources naturelles en limitant leur dégradation et surexploitation, voire en finançant leur restauration ou gestion restauratoire.
Comme toute fiscalité, elle peut avoir ou rechercher des effets directs et/ou indirects, sur les modes de production via les « choix » de consommation.
Elle est en quelque sorte positionnée entre la norme/loi et l'approche volontaire ; Dans le cadre d'une économie de marché, la fiscalité environnementale dispose de plusieurs leviers :
- action incitative, visant à modifier certains comportements (taxes diminuées pour les comportements écologiquement et énergétiquement vertueux)[1] visant une généralisation de la performance environnementale (dont énergétique) ;
- action pénalisant (ex : écotaxe) les comportements, investissements, actions ou services générateurs de nuisances par exemple selon le principe pollueur-payeur[1] ;
- action équilibrante et compensatrice ; Des études sur les impacts macro-économiques d'écotaxes ont montré l'apparition d'un « double dividende »[5] plus marqué (à la fois pour la croissance et pour l'environnement) quand le produit de la taxe sert à corriger les taxes préexistantes les plus distorsives ; Cet impact ne semble cependant "fort" qu'à certaines conditions relevant du marché du travail, des comportements individuels et collectifs (de consommation d'énergie par exemple…), d'effets de substitution dans l'appareil productif et d'effets d'éviction entre investissements de réduction des émissions et autres investissements (ex : Une écotaxe favorisant le solaire perd une partie de son intérêt si le marché du solaire n'est pas prêt à répondre à la demande dans un délai suffisant).

La fiscalité environnementale va donc affecter positivement ou négativement des produits ou services ayant un effet (positif ou négatif) sur l'environnement.
On distingue parfois trois grandes approches :
1. l’intention déclarée (mesure fiscale présentée par le législateur comme visant à améliorer l'environnement ; but par ailleurs clairement inscrit dans la loi) ;
2. le comportement (mesure fiscale fonctionnant comme incitation économique en faveur de comportements améliorant l'environnement) ;
3. le produit ou le polluant visé  (mesure fiscale dont l’objet porte sur un bien physique pouvant avoir un impact négatif sur l’environnement).

## Moyens, niveau et lieux d'affectation[1]
- Les outils fiscaux mobilisables sont variés ; taxes, redevances, exonérations, crédit d'impôt, aides directes…
- le niveau de recouvrement peut varier du niveau européen, national, régional, départemental à communal ;
- l'affectation du produit de la taxes : au budget de l’État, à des comptes spéciaux, à des organismes publics ou privés, etc.

## Histoire
Parallèlement à l'idée d'une bonne gouvernance environnementale et aux vœux d'un développement plus soutenable, l'idée d'une fiscalité écologique apparait à la fin du XXe siècle avec la perspective d'une crise écologique globale liée à une pollution générale de la biosphère et à une surexploitation des ressources et une empreinte écologique sans cesse croissante. 
Apparait dans certains milieux une volonté de réparer et protéger l'environnement. Elle est notamment marquée par le Sommet de la terre de Rio (juin 1992).    
Des écotaxes, sont proposées, qui - notamment si elles contribuent à « internaliser les coûts externes » - devraient à la fois permettre de freiner les comportements directement ou indirectement destructeurs d'environnement, et financer les comportements vertueux et/ou la réparation de l'environnement. 
Elles nécessitent pour être efficace une réforme ou restructuration du dispositif fiscal (en supprimant les subventions aux activités polluantes, au profit des alternatives moins polluantes). L'environnement doit être transversalement intégré dans les critères fiscaux existant.
Les pays nordiques (concernant l'environnement, l'énergie, et les pesticides, pour la Finlande, la Norvège, la Suède et le Danemark), puis l'Allemagne, la Grande-Bretagne et quelques autres pays ont réussi à introduire des taxes de ce type, avec un certain succès mais au prix de compromis importants. La Finlande a été le premier pays à adopter une taxe carbone en 1990. La Norvège et la Suède ont suivi en 1991. En revanche, l'approche écotaxe semble au moins provisoirement bloquée à l'échelle de l'Union européenne et des États-Unis. Une fiscalité du carbone se dessine dès les années 1990, qui sera détournée par les industriels et banques vers un marché mondial du carbone basé sur un système de permis d'émission, avec ventes et achats possibles de quotas et droits à polluer. 
Depuis les années 1990, dans le cadre de l'union douanière, l'Union européenne cherche à harmoniser les systèmes de taxation du marché intérieur, dont - parfois - au profit d'une lutte plus cohérente et concertée contre le changement climatique. Des propositions de directives sur la fiscalité et la taxation sont en négociation (dans les secteurs de l'épargne, de la TVA des transactions financières, de l’énergie et des transports au moins). La commission européenne propose une sorte de taxe Tobin qui à un taux de 0,1 %  et de 0,01 % sur les contrats dérivés produirait  environ 57 milliards €/an de recette fiscale pour l'UE-27 ;  La Commission propose que cette taxe prenne effet à compter du 1er janvier 2014. Si des critères environnementaux guident sa redistribution, elle pourrait s'apparenter à une fiscalité écologique, mais ceci n'est pas évoqué par la commission, même si les régions d'Europe souhaitent des avancées en matière de fiscalité environnementale.
En 1991, peu avant Rio, D. Pearce introduit et popularise la notion de « double dividende » d'une taxation environnementale, qui favoriserait à la fois la protection de l'environnement et l'activité économique, notamment dans le domaine des énergies fossiles et de l'effet de serre ; le 1er dividende provient d'une amélioration et généralisation des politiques environnementales, ici via un signal prix ; le second dividende est un moindre prélèvement sur le travail et le capital permis par l'émergence d'une nouvelle base fiscale. Plus tard, on parlera aussi de stratégies «sans regret ».

### En France
En 1964, une première redevance à but environnemental naît avec la Loi sur l'eau de 1964. Elle finance les Agences de l'eau, qui redistribuent l'argent ainsi récolté pour aider les industriels, collectivités et agriculteurs à s'équiper en station d'épuration et à mieux connaître, qualifier et économiser la ressource en eau, de manière coordonnée à échelles des bassins versants.
D'autres taxes ou redevances à motifs plus ou moins explicitement environnementaux ont ensuite porté sur l'énergie, les transports, les déchets et la pollution de l’air.
Ainsi, au début des années 1990, des redevances (aujourd'hui présentées comme des écotaxes par le ministère des finances) ont été affectées au budget de l’ADEME pour lui permettre d'intervenir sur les thèmes déchets, pollutions atmosphériques, nuisances sonores, hydrocarbures.  En 1999 naît la taxe générale sur les activités polluantes (TGAP), également sur le principe pollueur-payeur. En 2000, le champ de la TGAP est étendu aux lessives, matériaux d’extraction, pesticides antiparasitaires et installations classées présentant un risque particulier pour l’environnement,. L'objet de la taxe n'est pas toujours clair. Ainsi le produit de la Taxe Générale sur les Activités Polluantes (TGAP) n'a jamais été explicitement affectée à l'environnement, ce qui brouille son image, freine l'internalisation des coûts environnementaux et peut réduire le « consentement à payer ».
Le ministère chargé de l'environnement dénombrait en 2002 en France une quarantaine de taxes ou redevances, et à peu près autant de types d'exonérations fiscales visant à favoriser l'environnement.
En 2018, selon Benjamin Griveaux (porte-parole du gouvernement) l'ensemble des taxes sur les carburants seront investies dans la transition écologique ; « 34 milliards d'euros, c'est la fiscalité écologique, 34 milliards d'euros, c'est le montant du budget du ministère de la Transition écologique et solidaire ».
En 2019, un rapport du ministère de l’Économie et des Finances montre que les ménages français acquittent 915 euros par an en moyenne de fiscalité énergétique pour leur logement et leur véhicule. Il pointe du doigt le caractère inégalitaire de ces taxes qui représentent un effort de 4,5 % des revenus pour les 20 % des Français les moins riches, contre 1,3 % pour les plus aisés.

#### Efficacité environnementale discutée
En 2010, l'énergie est de loin la première source de recettes fiscales apportées par les taxes environnementales (36 Md€ en 2010, soit 76 % des recettes), mais des fluctuations conjoncturelles, inerties et freins inattendus à l'effectivité environnementale de ces taxes existent. Par exemple dans le domaine pétrolier, la taxation des carburants a en partie été contrecarrée par des « innovations en grappe » (sismique 3D, forages directionnels et à grand déport, facilités par la modélisation et informatiquement assistés, avec apparition de forage offshore et de grande profondeur, puis « HT/HP » (haute température/haute pression), ou exploitant les gaz de schiste, des gaz à condensats grâce aux innovations techniques dans les domaines des fluides de fracturation et boues de forage) ; autant de modifications techniques qui ont, à plusieurs reprises, fait chuter les prix du pétrole ou du gaz brut, décourageant certaines alternatives, voire permettant la poursuite de gaspillage d'hydrocarbures, et surtout accentuant les émissions de gaz à effet de serre et certains dégâts et risques environnementaux
François Hollande, nouveau président de la république s'engage le 14 septembre 2012 à « changer des modes de prélèvement [pour] peser sur les choix, taxer moins le travail, plus les pollutions ou les atteintes à la nature; dissuader les mauvais comportements; encourager les innovations; stimuler les recherches; accélérer les mutations ». Mi 2012, la fiscalité écologique ne représente que 1,86 % du PIB français (contre 4 % au Danemark).
Un Comité permanent sur la fiscalité écologique est créé le 18 décembre 2012, présidé par Christian de Perthuis (prospectiviste et expert en matière d'économie sobre en carbone et de fiscalité du carbone, auteur d'un rapport sur le financement du facteur 4). Il émet des avis sur les propositions gouvernementales dont sur les prix de l'énergie et propose des solutions pour la transition énergétique et sur la façon de favoriser la lutte contre le dérèglement climatique, l’amélioration de la qualité de l'air et de l'eau, une moindre production de déchets et la préservation de la biodiversité avec de premières propositions pour le projet de loi de finances pour 2014. Il produira un rapport annuel présenté aux futures conférences environnementales du mois de septembre.
Début 2013, un référé de la Cour des comptes rappelle que la loi imposait une évaluation de l'intégralité des dépenses fiscales avant le 30 juin 2010. Ceci n'a pas été fait. La cour confirme, de graves anomalies fiscales et une taxation actuelle visant à « préserver des intérêts sectoriels (transports, agriculture, pêche, etc.), qui selon la Cour ne vont donc pas dans le sens de la transition écologique ». La cour cite comme exemple d'anomalies le charbon ; « la ressource la moins taxée, alors qu’il s’agit du combustible le plus émetteur de CO2 ». De même le kérosène qui est non-taxé pour les vols intérieurs alors qu'il ne l'est « obligatoirement » que pour les vols internationaux. Il est ainsi source d'un manque à gagner de 3,5 milliards d’euros en 2009 en favorisant de manière inégalitaire l'avion, qui est le mode de transport le plus polluant par passager ou par tonne transportée. Le gazole, sous-taxé (moins de 0,18 euro/litre) représente une perte fiscale de 6,9 milliards d’euros en 2011 comparativement à l'essence. Le taux réduit de TVA sur les équipements de climatisation (5,5 %) n'a pas été pris en compte dans le bilan, alors qu'il a fait perdre près de 100 M€ de recettes fiscales à l’État. De même a-t-on omis d'analyser les effets du différentiel de taxe intérieure sur la consommation (TIC) qui favorisent le gaz naturel (moins polluant que le fioul) et le charbon (plus polluant). 
La Cour recommande la mise en œuvre des engagements de la loi Grenelle 1 sur les dépenses fiscales dommageables à l’environnement et un réexamen des taxes relatives sur l'énergie. Elle recommande aussi d'aligner progressivement le taux de la taxe intérieure de consommation sur les produits énergétiques (TICPE) du gazole/véhicules légers sur celui de l’essence, en cohérence avec les normes de qualité de l'air et le principe pollueur-payeur.

## Variantes de définitions

### En Europe
Eurostat classe dans cette catégorie toutes les taxes « dont l’assiette est basée sur une nuisance environnementale ». Les dispositions fiscales pouvant également être des mesures « positives » ayant des incidences sur les prix et le revenu des ménages ou des mesures « négatives » entraînant un renchérissement du prix des produits et services.
En 1999, l'Allemagne a instauré une nouvelle taxe environnementale sur la consommation d'électricité et a augmenté la taxe sur la consommation des huiles minérales. Ceci a nécessité des compromis (exonérations fiscales, dites « Spitzenausgleich » pour protéger la compétitivité de secteurs très consommateurs d'énergie, l'Allemagne a ainsi prévu des réductions d'écotaxes pour les gros consommateurs d'énergie de l'industrie manufacturière, mais aussi pour la production d'électricité par des centrales à production combinée, pour le transport ferroviaire et les transports publics locaux de passagers, pour l'agriculture, la sylviculture et la pêche), ce que la Commission a admis(dans le cadre de son contrôle des règles de concurrence) parce que « même après avoir bénéficié du «Spitzenausgleich», une entreprise continuerait à supporter une pression fiscale supérieure aux taux minimaux d'imposition prévus par la directive européenne relative à la taxe sur l'énergie ». Pour la Cour de justice des Communautés européennes (2006), « une écotaxe se caractérise par sa finalité environnementale et son assiette spécifique. Elle prévoit la taxation de certains biens ou services afin d'inclure les coûts environnementaux dans leur prix et/ou de rendre les produits recyclés plus compétitifs et d'orienter les producteurs et les consommateurs vers des activités plus respectueuses de l'environnement ».
L'Europe a envisagé la création d'écotaxes à grande échelle, pour une « solidarité européenne et solidarité internationale » mais « Ce projet n'a pas encore abouti à un accord ni sur le plan européen ni sur le plan international. Mais les discussions se poursuivent en vue notamment d'un accord au niveau européen pour une application par étapes d'une telle taxe (…) Fonds spécifiques en faveur de la protection l'environnement dans tel ou tel secteur. Ces Fonds pourraient être alimentés directement par des taxes ou des prélèvements opérés sur des produits polluants, ou des installations polluantes ou sur des nuisances. Cela suppose, bien entendu, un degré élevé de coopération internationale et de consensus mondial » pour la jurisprudence européenne, le marquage des produits écotaxés permet d'assurer le contrôle de la perception de l'écotaxe ; C'est « une mesure d'accompagnement fiscal » ; ce n'est pas « une mesure de nature fiscale à l'instar des dispositions nationales établissant l'apposition de bandelettes fiscales apposées sur les produits soumis à accises »

## Position de l'OCDE
En 2007, L'OCDE insistait sur l'effet bénéfique réel et potentiel des écotaxes pour l'environnement, via l'effet sur les prix relatifs et sur les comportements.
Deux ans plus tard (juin 2009), l'OCDE recommandait à nouveau un verdissement de la fiscalité, dans le cadre d’une déclaration sur la croissance engageant ses États-membres à « encourager les réformes internes, dans le but d’éviter ou de supprimer les politiques dommageables pour l’environnement (…) notamment les subventions en faveur de la consommation ou la production d’énergies fossiles, qui augmentent les émissions de gaz à effet de serre » (« fiscalité noire »).
Des économistes soulignent cependant l'importance d'un verdissement et d'une harmonisation fiscale aux échelles européenne et mondiale, car si, en complément de la réglementation et des aides à la dépollution, la « possibilité de créer des distorsions fiscales « positives » s’est fait jour, par le biais d'écotaxes » (« signal-prix ») ; pour les activités délocalisables, selon le Conseil d'analyse économique (CAE) la fiscalité reste « sujette à la concurrence fiscale, dans la mesure où les entreprises qui supportent le prélèvement sont susceptibles de se délocaliser ». Il faut aussi, une transparence dans la levée des taxes et leur utilisation, qui fait l'objet des travaux du Forum mondial sur la transparence et l'échange de renseignements à des fins fiscales mis en place par l'OCDE.
En 2013 et alors que la crise de 2008 persiste, deux études de l’OCDE montrent que de 2000 à 2012, la situation fiscale a peu évolué (hormis dans quelques pays comme le Danemark ou l'Allemagne).

### Premier inventaire OCDE des soutiens aux énergies fossiles
Cet inventaire des aides aux énergies fossiles et des « effets des taux légaux des taxes sur divers carburants et combustibles, lorsque ces taux sont exprimés par unité d’énergie ou par unité d’émission de dioxyde de carbone (CO2) » a été publié au début de 2013. Ses conclusions et le communiqué qui l'accompagne encouragent les 34 États-membres de l’OCDE à accélérer de développement de leur fiscalité écologique (« fiscalité verte ») pour notamment favoriser l’efficacité énergétique et la transition énergétique (afin de sortir de la dépendance aux énergies fossiles en particulier) en développant les énergies propres et sûres, tout en diminuant la pollution. Pascal Saint-Amans (directeur du Centre de politique et d'administration fiscales), rappelant que la fiscalité relève de la souveraineté des États, appelle à une action politique en faveur de l'écotaxe en France, lors d’une audition par la commission des finances du Sénat (20 février 2013).
Alors même que certains pays ont de nouvelles velléités d'exploitation de gaz de houille et gaz de schiste, sur la base de son « Inventaire 2013 de l’OCDE sur les soutiens à la consommation d’énergies fossiles », comme de nombreuses ONG environnementales, l’OCDE reconnait et dénonce même la persistance d’une importante « fiscalité noire » qu’il faudrait supprimer (subventions à la production et consommation d’énergies fossiles) qui ont représenté de 55 à 90 Md$ (entre 41 et 67 Md€) par an de 2005 à 2011 pour les 34 États de l’OCDE, les 2/3 de ces subventions ayant été touchés par l’industrie pétrolière, le 1/3 restant ayant été équitable partagé par les filières charbon et gaz naturel.
L'OCDE pointe aussi la « distorsion inquiétante », de la fiscalité du diesel (carburant très polluant et affectant le plus la santé en termes de mortalité), surfavorisé par une moindre taxation (-37 % par rapport à l’essence).
L'OCDE juge également injustifiées les différences de taxation des émissions (thermiques et industrielles) de CO2 (taxe de 24 €/t de CO2 pour la consommation de produits pétroliers, et du charbon (seulement 5€/t CO2 pour le charbon, alors que ses impacts sur l’environnement sont plus négatifs) ; le gaz naturel (plus « sale » dans les nouveaux gisements profonds) étant favorisé par une taxation à 13 €/t CO2. Dans le monde, selon l’OCDE, « une réforme des subventions aux combustibles fossiles contribuerait à réduire les émissions de gaz à effet de serre. Au niveau national, elle permettrait de réduire les dépenses publiques et d’augmenter les recettes fiscales qui pourraient être réaffectées à d’autres priorités comme la lutte contre le changement climatique » ; Alors que le Danemark est félicité pour ses écotaxes, et que l’Allemagne est encouragée à poursuivre une réforme qui avait déjà (en 2012) divisé par 2 les soutiens à la production de combustibles fossiles (2 Md€ en 2011, soit environ 0,1 % du PIB) tout en soutenant le développement du solaire et de l’éolien, la France reste mauvaise élève avec de nombreuses exonérations (navires, taxis, certains usages agricole, exonération des droits d’accise pour les producteurs de gaz naturel et pour les entreprises de raffinage, exonération de TVA pour les équipements de forage en mer, aide aux stations-service des régions isolées, soutient au diesel, etc.). L’OCDE liste une trentaine de subventions encourageant les énergies fossiles et polluantes, sur la base de données fournies par la France (qui a oublié la détaxation du kérosène utilisé par les vols intérieurs).

### Étude OCDE 2013: «Taxing Energy Use»
Cette étude est la première analyse comparative systématique de la structure et du niveau des taxes sur l’énergie pour les 34 pays-membres de l’OCDE ;
Elle montre qu’en 2012, le poids des taxes sur les carburants est resté faible en termes d’effets, à cause d’une taxation sur la production et la consommation d’énergie peu pédagogique en termes de signal-prix car variant beaucoup dans l’espace et dans le temps ou associée à de nombreuses exonérations. De plus, ces taxes et leurs exonérations varient aussi selon les 34 pays membres de l’OCDE et selon l’alternance de leurs gouvernements ou majorités politiques.
En 2012, ces taxes touchaient très peu le chauffage et ciblaient surtout le transport (hors cependant l'aviation civile et la marine marchande, deux activités globalement de plus en plus consommatrices, avec des dérogations également pour les bateaux de pêche et engins agricoles). Elles sont en outre trop variable concernant la consommation électrique et ces taxes n'alimentent pas toujours les alternatives.

## Aspects de justice fiscale
Afin de concilier les trois aspects du développement durable (environnemental, social, écologique), la fiscalité écologique doit être équitable, c'est-à-dire ne pas frapper lourdement certains secteurs alors que d'autres tout aussi polluants sont exonérés de taxes, on parle alors de Justice fiscale. Ainsi, la question de la justice climatique rejoint les revendications des Gilets jaunes en France, dont certains dénoncent que dans les secteurs polluants comme le transport aérien et le transport maritime, les carburants fossiles (kérosène, fioul lourd) ne soient pas taxés, alors que les carburants pour l'automobile sont taxés à 60 % en France. Nicolas Hulot, ancien ministre de la Transition écologique et solidaire sous la présidence Macron, déclare le 22 novembre 2018 : « Les gens savent que le kérosène des avions n'est pas taxé, que le fioul lourd des cargos n'est pas taxé. Pas besoin d'être un Gilet jaune pour s'en indigner. ».

## Réforme fiscale écologique (RFE)
Elle consiste à déplacer une partie de la « charge fiscale » vers les activités les plus polluantes (par exemple en taxant les énergies fossiles. La collectivité peut réaffecter le produit d'une telle taxe de plusieurs manières (sans modifier l'équilibre général du système de taxation) en agissant sur différents leviers, avec par exemple des actions telles que :
- compenser des baisses d'impôts ou déductions fiscales faites ailleurs pour encourager les comportements vertueux ;
- subventionner des actions et investissements d'intérêt environnemental (ex : d'économie d'énergie, de construction et achat de véhicules propres, de mise en œuvre d'énergies renouvelables et propres ou d'une économie de service, etc. ; Dans ce cas, la RFE peut notamment contribuer à la création d'entreprise, et à créer des emplois locaux, et donc à favoriser l'économie (économie verte le cas échéant) dans un sens de durabilité et soutenabilité dans une perspective de développement durable.
- ou redistribuer tout ou partie du produit de la taxe à la population, dans une logique du « juste retour » (c'est ce qui était prévu pour la taxe CO2 en Suisse, où en pratique cela passe par un rabais sur les primes d'assurance maladie). Cette logique plus "populiste" présente l'inconvénient de brouiller la lecture ou la perception de l'intérêt environnemental de la taxe ; en effet, celle-ci n'apparait plus comme destinée à positivement encourager la prévention, l'innovation ni à modifier les modes de consommation. Plutôt qu'une réelle écotaxe, elle peut être vécue comme une simple redevance (ex : l'écoredevance kilométrique pour les camions[38],[39],[40], éventuellement injuste).

Le débat autour de l'usage du produit de la taxe semble dans certains pays (dont la France) avoir bloqué le développement des initiatives politiques qui ont été dans le sens de la création d'écotaxes (et les divisions peuvent être attisées dans le cadre de processus politiques).

## Débat sur l'affectation du produit de la taxe
Deux courants majeurs existent ou s'affrontent sur l'affectation de la ressource financière générée par une taxation des « agents énergétiques fossiles » (pétrole, gaz naturel, charbon, sables pétrolifères et schistes bitumineux ou leurs dérivés), ou d'autres activités polluantes :
- Affectation « socialement neutre » (redistribution directe à la population ou baisse des impôts ou d'autres taxes). Cette affectation est en général promue par la Gauche ;
- Affectation proactive écologique, c'est-à-dire promouvant le développement de solutions alternatives, par exemple par le subventionnement des énergies renouvelables, des écoproduits ou affectation socio-environnementale (par exemple en soutenant une Économie de fonctionnalité, le commerce éthique et équitable, le recyclage et les recycleries, des écoquartiers, etc. Cette affectation est en général promue par les mouvements écologistes et le tissu économique - encore ténu - qui en profiterait.

Les adversaires de la RFE - le camp conservateur, notamment appuyé par les lobbies pétroliers - utilisent volontiers cet antagonisme pour déplacer le débat de la nécessité d'une RFE vers le débat de l'affectation du produit de la taxe. Cette méthode de blocage fonctionne depuis de nombreuses années au sein de l'Union européenne.

## Avantages (avérés ou espérés) et limites de la RFE
Une RFE appliquée avec intelligence ne devrait pas être introduite brutalement, pour éviter un choc économique. Le transfert des emplois, par une nouvelle donne économique stratégique prise en compte par les entreprises, peut alors se faire dans un contexte de forte croissance du tissu économique lié aux économies d'énergie et de génération d'énergie indigène.
Certaines études montrent que les énergies renouvelables indigènes pourvoient cinq fois plus d'emplois que le pétrole ou les systèmes massifs centralisés comme les centrales nucléaires, (pour une puissance donnée ?). Leur prix devrait baisser par leur usage massif, serait financé partiellement par la RFE, et finalement deviendrait totalement compétitif de par la hausse du prix du pétrole. Enfin, l'activité économique créée localement compenserait largement le handicap économique dû à la hausse générale du prix de l'énergie.
À titre d'exemple concernant les énergies fossiles, les avantages écologiques d'une écotaxe, finalité de la RFE, sont importants :
- Baisse des émissions de gaz à effet de serre, notamment de CO2 ;
- Réduction des transports de pétrole, et des efforts coûteux d'exploitation d'hydrocarbures non conventionnels et donc des risques qui y sont liés ;
- Réorganisation socio-économique vers un mode de gestion plus rationnel des ressources énergétiques (moins de déplacements inutiles, mobilité douce, chasse au gaspillage d'énergie…).

L'avantage stratégique de l'indépendance énergétique, dans ce cas vis-à-vis des pétro-monarchies doit également être cité, le pétrole pouvant être moins gaspillé au profit d'usages plus utiles et plus sobres.
Une limite de la fiscalité environnementale est qu'elle « s’attachera à réduire son assiette, puisque l’assiette représente les dommages environnementaux, ce qui est contraire à une logique de financement » ; de manière caricaturale, on peut dire que si une Taxe générale sur les activités polluantes (comme d'ailleurs une taxe sur le tabac ou l'alcool) devient une source importante de revenus pour l'État et divers acteurs, ces derniers peuvent être tentés de ne pas chercher à réduire la pollution, le tabagisme ou l'alcoolisme qui sont devenus source d'une manne financière.
De manière plus globale, une des limites de la fiscalité environnementale réside dans son effet d'éviction à l'encontre des comportements responsables (les politiques économiques en termes de taxation chassent le sentiment de responsabilité individuelle car ces politiques semblent ignorer la possibilité de comportements responsables en dehors de ces incitations).